# Wyścig Japonii WTCC 2011
Wyścig Japonii WTCC 2011 – dziesiąta runda World Touring Car Championship w sezonie 2011 i czwarty z kolei Wyścig Japonii. Rozegrał się on w dniach 21-23 października 2011 na torze Suzuka International Racing Course (wersja East Circuit) w mieście Suzuka w Japonii. W pierwszym wyścigu zwyciężył Alain Menu z Chevroleta, a w drugim Tom Coronel z zespołu ROAL Motorsport.

## Wypowiedzi zwycięzców
Nie miałem szybkiego wybicia na starcie i Yvan objął prowadzenie. Jednakże przed startem zawarliśmy rodzaj porozumienia, żeby unikać incydentów. [Muller] Wiedział, że mój samochód był szybszy i pozwolił mi się wyprzedzić. To było bardzo uczciwe z jego strony. Potem było łatwo, miałem najlepszy samochód i byłem zdolny, żeby nieźle odjechać.

To był dla mnie bardzo trudny wyścig, ponieważ Yvan trzymał mnie pod naciskiem przez większość czasu i miałem dużo problemów z nadsterownością, zwłaszcza w pierwszym zakręcie. Świetnie jest wygrać i dla mnie, ponieważ kocham Japonię, i dla zespołu. Naprawdę na to zasłużyli, gdyż wykonywali świetną robotę przez cały sezon.

## Lista startowa
| Nr | Kierowca           | Zespół                      | Samochód             | Klasa |
| -- | ------------------ | --------------------------- | -------------------- | ----- |
| 1  | Yvan Muller        | Chevrolet                   | Chevrolet Cruze 1.6T | M     |
| 2  | Robert Huff        | Chevrolet                   | Chevrolet Cruze 1.6T | M     |
| 3  | Gabriele Tarquini  | Lukoil – SUNRED             | SUNRED SR León 1.6T  | M     |
| 4  | Aleksiej Dudukało  | Lukoil – SUNRED             | SUNRED SR León 1.6T  | MY    |
| 5  | Norbert Michelisz  | Zengő-Dension Team          | BMW 320 TC           | MY    |
| 7  | Fredy Barth        | SEAT Swiss Racing by SUNRED | SUNRED SR León 1.6T  | MY    |
| 8  | Alain Menu         | Chevrolet                   | Chevrolet Cruze 1.6T | M     |
| 9  | Darryl O’Young     | Bamboo Engineering          | Chevrolet Cruze 1.6T | MY    |
| 10 | Yukinori Taniguchi | Bamboo Engineering          | Chevrolet Cruze 1.6T | MY    |
| 11 | Kristian Poulsen   | Liqui Moly Team Engstler    | BMW 320 TC           | MY    |
| 12 | Franz Engstler     | Liqui Moly Team Engstler    | BMW 320 TC           | MY    |
| 15 | Tom Coronel        | ROAL Motorsport             | BMW 320 TC           | M     |
| 17 | Michel Nykjær      | SUNRED Engineering          | SUNRED SR León 1.6T  | MY    |
| 18 | Tiago Monteiro     | SUNRED Engineering          | SUNRED SR León 1.6T  | M     |
| 20 | Javier Villa       | Proteam Racing              | BMW 320 TC           | MY    |
| 21 | Fabio Fabiani      | Proteam Racing              | BMW 320si            | MYJ   |
| 25 | Mehdi Bennani      | Proteam Racing              | BMW 320 TC           | MY    |
| 29 | Colin Turkington   | Wiechers-Sport              | BMW 320 TC           | MY    |
| 30 | Robert Dahlgren    | Polestar Racing             | Volvo C30 Drive      | M     |
| 31 | Toshihiro Arai     | Chevrolet                   | Chevrolet Cruze 1.6T | M     |
| 51 | Charles Ng         | Liqui Moly Team Engstler    | BMW 320si            | MYJ   |
| 68 | Masaki Kanō        | DeTeam KK Motorsport        | BMW 320 TC           | MY    |
| 74 | Pepe Oriola        | SUNRED Engineering          | SUNRED SR León 1.6T  | MY    |
| 88 | Hiroki Yoshimoto   | SUNRED Engineering          | SUNRED SR León 1.6T  | MY    |
| Nr | Kierowca           | Zespół                      | Samochód             | Klasa |

| Symbol | Klasa                                   |
| ------ | --------------------------------------- |
| M      | Producent (Manufacturers' Championship) |
| Y      | Niezależny (Yokohama Trophy)            |
| J      | Specyfikacja 2010 (Jay-Ten Trophy)      |

## Wyniki

### Sesje treningowe
| Sesja | Nr | Kierowca    | Zespół    | Samochód             | Czas     | Okr. |
| ----- | -- | ----------- | --------- | -------------------- | -------- | ---- |
| 1     | 2  | Robert Huff | Chevrolet | Chevrolet Cruze 1.6T | 0:58,657 | 18   |
| 2     | 8  | Alain Menu  | Chevrolet | Chevrolet Cruze 1.6T | 0:54,205 | 15   |

### Kwalifikacje
| Poz.    | Nr      |         | Kierowca           | Zespół                      | Samochód             | Q1       | Q2       | Poz. s. R1 | Poz. s. R2 |
| II etap | II etap | II etap | II etap            | II etap                     | II etap              | II etap  | II etap  | II etap    | II etap    |
| ------- | ------- | ------- | ------------------ | --------------------------- | -------------------- | -------- | -------- | ---------- | ---------- |
| 1       | 8       |         | Alain Menu         | Chevrolet                   | Chevrolet Cruze 1.6T | 0:53,748 | 0:53,443 | 1          | 6          |
| 2       | 1       |         | Yvan Muller        | Chevrolet                   | Chevrolet Cruze 1.6T | 0:53,893 | 0:53,492 | 2          | 4          |
| 3       | 30      |         | Robert Dahlgren    | Polestar Racing             | Volvo C30 Drive      | 0:53,760 | 0:53,512 | 3          | 5          |
| 4       | 2       |         | Robert Huff        | Chevrolet                   | Chevrolet Cruze 1.6T | 0:53,937 | 0:53,520 | 4          | 3          |
| 5       | 15      |         | Tom Coronel        | ROAL Motorsport             | BMW 320 TC           | 0:53,943 | 0:53,601 | 5          | 2          |
| 6       | 18      |         | Tiago Monteiro     | SUNRED Engineering          | SUNRED SR León 1.6T  | 0:53,871 | 0:53,798 | 6          | 22         |
| 7       | 17      | Y       | Michel Nykjær      | SUNRED Engineering          | SUNRED SR León 1.6T  | 0:53,725 | 0:53,811 | 7          | 8          |
| 8       | 3       |         | Gabriele Tarquini  | Lukoil – SUNRED             | SUNRED SR León 1.6T  | 0:53,734 | 0:53,824 | 8          | 7          |
| 9       | 9       | Y       | Darryl O’Young     | Bamboo Engineering          | Chevrolet Cruze 1.6T | 0:53,956 | 0:53,902 | 9          | 1          |
| 10      | 29      | Y       | Colin Turkington   | Wiechers-Sport              | BMW 320 TC           | 0:53,672 | 0:54,339 | 10         | 9          |
| I etap  |         |         |                    |                             |                      |          |          |            |            |
| 11      | 20      | Y       | Javier Villa       | Proteam Racing              | BMW 320 TC           | 0:54,006 | –        | 11         | 10         |
| 12      | 10      | Y       | Yukinori Taniguchi | Bamboo Engineering          | Chevrolet Cruze 1.6T | 0:54,070 | –        | 12         | 11         |
| 13      | 5       | Y       | Norbert Michelisz  | Zengő-Dension Team          | BMW 320 TC           | 0:54,073 | –        | 13         | 12         |
| 14      | 11      | Y       | Kristian Poulsen   | Liqui Moly Team Engstler    | BMW 320 TC           | 0:54,126 | –        | 14         | 13         |
| 15      | 4       | Y       | Aleksiej Dudukało  | Lukoil – SUNRED             | SUNRED SR León 1.6T  | 0:54,127 | –        | 15         | 14         |
| 16      | 12      | Y       | Franz Engstler     | Liqui Moly Team Engstler    | BMW 320 TC           | 0:54,219 | –        | 16         | 15         |
| 17      | 7       | Y       | Fredy Barth        | SEAT Swiss Racing by SUNRED | SUNRED SR León 1.6T  | 0:54,411 | –        | 17         | 23         |
| 18      | 88      | Y       | Hiroki Yoshimoto   | SUNRED Engineering          | SUNRED SR León 1.6T  | 0:54,466 | –        | 18         | 16         |
| 19      | 74      | Y       | Pepe Oriola        | SUNRED Engineering          | SUNRED SR León 1.6T  | 0:54,730 | –        | 22         | 17         |
| 20      | 25      | Y       | Mehdi Bennani      | Proteam Racing              | BMW 320 TC           | 0:55,002 | –        | 19         | 18         |
| 21      | 51      | Y       | Charles Ng         | Liqui Moly Team Engstler    | BMW 320si            | 0:55,356 | –        | 23         | 19         |
| 22      | 68      | Y       | Masaki Kanō        | DeTeam KK Motorsport        | BMW 320 TC           | 0:55,551 | –        | 20         | 20         |
|         | 21      | Y       | Fabio Fabiani      | Proteam Racing              | BMW 320si            | 0:58,023 | –        | [ 3 ]      | [ 3 ]      |
|         | 31      |         | Toshihiro Arai     | Chevrolet                   | Chevrolet Cruze 1.6T | [ 3 ]    | –        | 21         | 21         |
| Poz.    | Nr      |         | Kierowca           | Zespół                      | Samochód             | Q1       | Q2       | Poz. s. R1 | Poz. s. R2 |

#### Warunki atmosferyczne[3]
| Temperatura toru      | 24/23 °C |
| Temperatura powietrza | 22 °C    |
| Słońce                | nie      |
| Opady deszczu         | nie      |
| Sucho                 |          |

### Wyścig 1
| Poz.              | +/- | Nr |   | Kierowca           | Zespół                      | Samochód             | Okr. | Czas/Strata | Pkt. | Komentarz                 |
| ----------------- | --- | -- | - | ------------------ | --------------------------- | -------------------- | ---- | ----------- | ---- | ------------------------- |
| 1                 |     | 8  |   | Alain Menu         | Chevrolet                   | Chevrolet Cruze 1.6T | 25   | 25:50,919   | 25   |                           |
| 2                 | 2   | 2  |   | Robert Huff        | Chevrolet                   | Chevrolet Cruze 1.6T | 25   | +3,133      | 18   |                           |
| 3                 | 4   | 17 | Y | Michel Nykjær      | SUNRED Engineering          | SUNRED SR León 1.6T  | 25   | +3,766      | 15   |                           |
| 4                 | 2   | 1  |   | Yvan Muller        | Chevrolet                   | Chevrolet Cruze 1.6T | 25   | +4,441      | 12   |                           |
| 5                 | 9   | 11 | Y | Kristian Poulsen   | Liqui Moly Team Engstler    | BMW 320 TC           | 25   | +4,851      | 10   |                           |
| 6                 | 4   | 29 | Y | Colin Turkington   | Wiechers-Sport              | BMW 320 TC           | 25   | +8,601      | 8    |                           |
| 7                 | 5   | 10 | Y | Yukinori Taniguchi | Bamboo Engineering          | Chevrolet Cruze 1.6T | 25   | +13,472     | 6    |                           |
| 8                 | 11  | 25 | Y | Mehdi Bennani      | Proteam Racing              | BMW 320 TC           | 25   | +13,730     | 4    |                           |
| 9                 | 1   | 3  |   | Gabriele Tarquini  | Lukoil – SUNRED             | SUNRED SR León 1.6T  | 25   | +14,045     | 2    |                           |
| 10                | 6   | 12 | Y | Franz Engstler     | Liqui Moly Team Engstler    | BMW 320 TC           | 25   | +15,950     | 1    |                           |
| 11                | 2   | 9  | Y | Darryl O’Young     | Bamboo Engineering          | Chevrolet Cruze 1.6T | 25   | +20,833     |      |                           |
| 12                | 8   | 68 | Y | Masaki Kanō        | DeTeam KK Motorsport        | BMW 320 TC           | 25   | +25,889     |      |                           |
| 13                | 8   | 31 |   | Toshihiro Arai     | Chevrolet                   | Chevrolet Cruze 1.6T | 25   | +26,767     |      |                           |
| 14                | 9   | 51 | Y | Charles Ng         | Liqui Moly Team Engstler    | BMW 320si            | 25   | +39,298     |      |                           |
| 15                | 2   | 5  | Y | Norbert Michelisz  | Zengő-Dension Team          | BMW 320 TC           | 25   | +44,478     |      | kara +30 sekund           |
| 16                | 5   | 20 | Y | Javier Villa       | Proteam Racing              | BMW 320 TC           | 25   | +50,554     |      | kara +30 sekund           |
| 17                | 2   | 4  | Y | Aleksiej Dudukało  | Lukoil – SUNRED             | SUNRED SR León 1.6T  | 25   | +1:16,031   |      | kara +30 sekund           |
| 18                | 4   | 74 | Y | Pepe Oriola        | SUNRED Engineering          | SUNRED SR León 1.6T  | 20   | +5 okr.     |      | kara +30 sekund           |
| Niesklasyfikowani |     |    |   |                    |                             |                      |      |             |      |                           |
|                   |     | 88 | Y | Hiroki Yoshimoto   | SUNRED Engineering          | SUNRED SR León 1.6T  | 11   |             |      | uszkodzenia z karambolu   |
|                   |     | 15 |   | Tom Coronel        | ROAL Motorsport             | BMW 320 TC           | 5    |             |      | ukończył, karambol        |
|                   |     | 7  | Y | Fredy Barth        | SEAT Swiss Racing by SUNRED | SUNRED SR León 1.6T  | 2    |             |      | karambol, kara +30 sekund |
|                   |     | 30 |   | Robert Dahlgren    | Polestar Racing             | Volvo C30 Drive      | 0    |             |      | kolizja z barierą         |
|                   |     | 18 |   | Tiago Monteiro     | SUNRED Engineering          | SUNRED SR León 1.6T  | 0    |             |      | karambol                  |
| Nie wystartowali  |     |    |   |                    |                             |                      |      |             |      |                           |
|                   |     | 21 | Y | Fabio Fabiani      | Proteam Racing              | BMW 320si            | –    |             |      | reguła 107%               |
| Poz.              | +/- | Nr |   | Kierowca           | Zespół                      | Samochód             | Okr. | Czas/Strata | Pkt. | Komentarz                 |

#### Najszybsze okrążenie
| Nr | Kierowca   | Zespół    | Samochód             | Czas     | Okr. |
| -- | ---------- | --------- | -------------------- | -------- | ---- |
| 8  | Alain Menu | Chevrolet | Chevrolet Cruze 1.6T | 0:54,521 | 9    |

#### Warunki atmosferyczne[3]
| Temperatura toru      | 38 °C |
| Temperatura powietrza | 26 °C |
| Słońce                | tak   |
| Opady deszczu         | nie   |
| Sucho                 |       |

### Wyścig 2
| Poz.              | +/- | Nr |   | Kierowca           | Zespół                      | Samochód             | Okr. | Czas/Strata | Pkt. | Komentarz            |
| ----------------- | --- | -- | - | ------------------ | --------------------------- | -------------------- | ---- | ----------- | ---- | -------------------- |
| 1                 | 1   | 15 |   | Tom Coronel        | ROAL Motorsport             | BMW 320 TC           | 23   | 21:10,854   | 25   |                      |
| 2                 | 2   | 1  |   | Yvan Muller        | Chevrolet                   | Chevrolet Cruze 1.6T | 23   | +0,558      | 18   |                      |
| 3                 |     | 2  |   | Robert Huff        | Chevrolet                   | Chevrolet Cruze 1.6T | 23   | +0,840      | 15   |                      |
| 4                 | 2   | 8  |   | Alain Menu         | Chevrolet                   | Chevrolet Cruze 1.6T | 23   | +1,576      | 12   |                      |
| 5                 |     | 30 |   | Robert Dahlgren    | Polestar Racing             | Volvo C30 Drive      | 23   | +2,057      | 10   |                      |
| 6                 | 2   | 17 | Y | Michel Nykjær      | SUNRED Engineering          | SUNRED SR León 1.6T  | 23   | +7,397      | 8    |                      |
| 7                 | 2   | 29 | Y | Colin Turkington   | Wiechers-Sport              | BMW 320 TC           | 23   | +7,730      | 6    |                      |
| 8                 | 2   | 20 | Y | Javier Villa       | Proteam Racing              | BMW 320 TC           | 23   | +8,292      | 4    |                      |
| 9                 | 3   | 5  | Y | Norbert Michelisz  | Zengő-Dension Team          | BMW 320 TC           | 23   | +8,606      | 2    |                      |
| 10                | 3   | 11 | Y | Kristian Poulsen   | Liqui Moly Team Engstler    | BMW 320 TC           | 23   | +8,901      | 1    |                      |
| 11                | 4   | 12 | Y | Franz Engstler     | Liqui Moly Team Engstler    | BMW 320 TC           | 23   | +9,477      |      |                      |
| 12                | 2   | 4  | Y | Aleksiej Dudukało  | Lukoil – SUNRED             | SUNRED SR León 1.6T  | 23   | +15,744     |      |                      |
| 13                | 4   | 74 | Y | Pepe Oriola        | SUNRED Engineering          | SUNRED SR León 1.6T  | 23   | +22,668     |      |                      |
| 14                | 3   | 10 | Y | Yukinori Taniguchi | Bamboo Engineering          | Chevrolet Cruze 1.6T | 23   | +23,263     |      |                      |
| 15                | 6   | 31 |   | Toshihiro Arai     | Chevrolet                   | Chevrolet Cruze 1.6T | 23   | +23,541     |      |                      |
| 16                | 4   | 68 | Y | Masaki Kanō        | DeTeam KK Motorsport        | BMW 320 TC           | 23   | +25,577     |      |                      |
| 17                | 1   | 88 | Y | Hiroki Yoshimoto   | SUNRED Engineering          | SUNRED SR León 1.6T  | 23   | +26,926     |      |                      |
| 18                |     | 25 | Y | Mehdi Bennani      | Proteam Racing              | BMW 320 TC           | 23   | +33,610     |      |                      |
| 19                |     | 51 | Y | Charles Ng         | Liqui Moly Team Engstler    | BMW 320si            | 23   | +34,092     |      |                      |
| Niesklasyfikowani |     |    |   |                    |                             |                      |      |             |      |                      |
|                   |     | 3  |   | Gabriele Tarquini  | Lukoil – SUNRED             | SUNRED SR León 1.6T  | 11   |             |      | wycofał się          |
|                   |     | 9  | Y | Darryl O’Young     | Bamboo Engineering          | Chevrolet Cruze 1.6T | 1    |             |      | kolizja z Tarquinim  |
| Nie wystartowali  |     |    |   |                    |                             |                      |      |             |      |                      |
|                   |     | 7  | Y | Fredy Barth        | SEAT Swiss Racing by SUNRED | SUNRED SR León 1.6T  | –    |             |      | karambol w wyścigu 1 |
|                   |     | 18 |   | Tiago Monteiro     | SUNRED Engineering          | SUNRED SR León 1.6T  | –    |             |      | karambol w wyścigu 1 |
|                   |     | 21 | Y | Fabio Fabiani      | Proteam Racing              | BMW 320si            | –    |             |      | reguła 107%          |
| Poz.              | +/- | Nr |   | Kierowca           | Zespół                      | Samochód             | Okr. | Czas/Strata | Pkt. | Komentarz            |

#### Najszybsze okrążenie
| Nr | Kierowca        | Zespół          | Samochód        | Czas     | Okr. |
| -- | --------------- | --------------- | --------------- | -------- | ---- |
| 30 | Robert Dahlgren | Polestar Racing | Volvo C30 Drive | 0:54,116 | 4    |

#### Warunki atmosferyczne[3]
| Temperatura toru      | 31 °C |
| Temperatura powietrza | 24 °C |
| Słońce                | tak   |
| Opady deszczu         | nie   |
| Sucho                 |       |

## Klasyfikacja po rundzie

### Kierowcy
| Poz. | +/- | Kierowca            | Starty | Punkty | P1 | P2 | P3 | PP | NO | NS | DK | NW |
| ---- | --- | ------------------- | ------ | ------ | -- | -- | -- | -- | -- | -- | -- | -- |
| 1    |     | Yvan Muller         | 20     | 363    | 7  | 7  | 2  | 4  | 6  | 1  | –  | –  |
| 2    |     | Robert Huff         | 20     | 350    | 6  | 6  | 2  | 3  | 7  | –  | –  | –  |
| 3    |     | Alain Menu          | 20     | 290    | 4  | 4  | 4  | 4  | 2  | 1  | –  | –  |
| 4    |     | Tom Coronel         | 19     | 183    | 1  | 2  | 1  | 1  | 1  | 2  | –  | 1  |
| 5    |     | Gabriele Tarquini   | 20     | 159    | 1  | –  | 3  | 1  | –  | 3  | –  | –  |
| 6    |     | Tiago Monteiro      | 19     | 109    | –  | –  | 3  | 1  | –  | 5  | –  | 1  |
| 7    |     | Kristian Poulsen    | 20     | 92     | –  | –  | 1  | –  | –  | 3  | –  | –  |
| 8    |     | Norbert Michelisz   | 18     | 82     | –  | 1  | –  | –  | 2  | 2  | –  | –  |
| 9    |     | Franz Engstler      | 20     | 70     | 1  | –  | 1  | 2  | –  | 3  | –  | –  |
| 10   |     | Robert Dahlgren     | 20     | 68     | –  | –  | –  | –  | 1  | 2  | –  | –  |
| 11   | 2   | Michel Nykjær       | 19     | 66     | –  | –  | 1  | 1  | –  | 2  | –  | 1  |
| 12   | 1   | Javier Villa        | 20     | 57     | –  | –  | 1  | –  | 1  | 1  | –  | –  |
| 13   | 1   | Darryl O’Young      | 20     | 43     | –  | –  | –  | 1  | –  | 3  | –  | –  |
| 14   |     | Carlos "Cacá" Bueno | 2      | 25     | –  | –  | 1  | –  | –  | –  | –  | –  |
| 15   | 5   | Colin Turkington    | 4      | 16     | –  | –  | –  | –  | –  | –  | –  | –  |
| 16   | 1   | Stefano D'Aste      | 6      | 12     | –  | –  | –  | 1  | –  | –  | –  | –  |
| 17   | 1   | Pepe Oriola         | 20     | 10     | –  | –  | –  | –  | –  | 1  | –  | –  |
| 18   | 1   | Mehdi Bennani       | 19     | 8      | –  | –  | –  | 1  | –  | 3  | –  | 1  |
| 19   | 2   | Fredy Barth         | 18     | 7      | –  | –  | –  | –  | –  | 7  | –  | 2  |
| 20   | 1   | Yukinori Taniguchi  | 20     | 6      | –  | –  | –  | –  | –  | –  | 1  | –  |
| 21   | 3   | Aleksiej Dudukało   | 20     | 4      | –  | –  | –  | –  | –  | 4  | –  | –  |
| 22   |     | Masaki Kanō         | 2      | 0      | –  | –  | –  | –  | –  | –  | –  | –  |
| 23   |     | Toshihiro Arai      | 2      | 0      | –  | –  | –  | –  | –  | –  | –  | –  |
| 24   | 2   | Fabio Fabiani       | 14     | 0      | –  | –  | –  | –  | –  | 2  | 2  | 2  |
| 25   | 2   | İbrahim Okyay       | 4      | 0      | –  | –  | –  | –  | –  | –  | –  | –  |
| 26   | 2   | Dawid Sigaczew      | 2      | 0      | –  | –  | –  | –  | –  | –  | –  | –  |
| 27   | 2   | Marchy Lee          | 5      | 0      | –  | –  | –  | –  | –  | 1  | –  | 1  |
| 28   |     | Charles Ng          | 2      | 0      | –  | –  | –  | –  | –  | –  | –  | –  |
| 29   | 3   | Urs Sonderegger     | 6      | 0      | –  | –  | –  | –  | –  | 1  | –  | 2  |
| 30   |     | Hiroki Yoshimoto    | 2      | 0      | –  | –  | –  | –  | –  | 1  | –  | –  |
| Poz. | +/- | Kierowca            | Starty | Punkty | P1 | P2 | P3 | PP | NO | NS | DK | NW |

### Producenci
| Poz. | +/- | Producent                      | Starty | Punkty | P1 | P2 | P3 | PP | NO | NS | DK | NW |
| ---- | --- | ------------------------------ | ------ | ------ | -- | -- | -- | -- | -- | -- | -- | -- |
| 1    |     | Chevrolet                      | 20     | 810    | 17 | 17 | 9  | 12 | 15 | 5  | 1  | –  |
| 2    |     | BMW Customer Racing Teams      | 20     | 485    | 2  | 3  | 4  | 5  | 4  | 18 | 2  | 7  |
| 3    |     | SR Customer Racing             | 20     | 435    | 1  | –  | 7  | 3  | –  | 23 | –  | 4  |
| 4    |     | Volvo Polestar Evaluation Team | 20     | 138    | –  | –  | –  | –  | 1  | 2  | –  | –  |
| Poz. | +/- | Producent                      | Starty | Punkty | P1 | P2 | P3 | PP | NO | NS | DK | NW |